# 포크 록

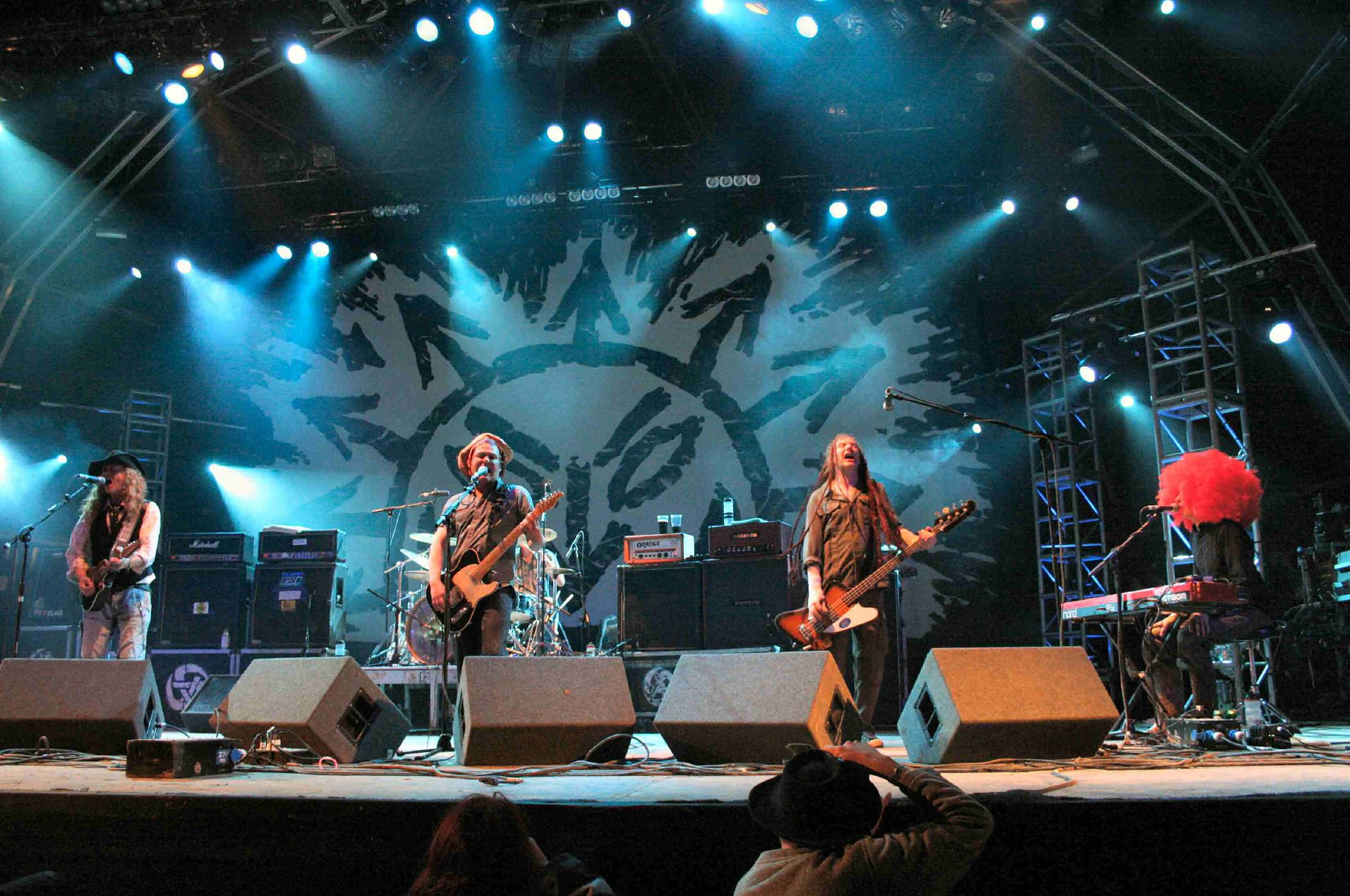

포크 록(folk-rock)은 어쿠스틱에만 의존하던 기존의 포크 음악에 일렉트릭 사운드가 가미된 음악을 뜻한다. 포크 음악은 어쿠스틱 악기, 곧 기타, 밴조, 리코더, 하모니카, 만돌린, 바이올린, 세트 형태가 아닌 한 개의 드럼으로 반주를 한다. 반면 포크 록은 악기들이 전자 악기로 바뀌어서, 전기 기타, 베이스 기타, 신시사이저, 드럼 세트로 반주를 한다. 기존의 포크 음악에 록 음악 비트가 가해지면서 비로소 포크 록이라는 장르가 개척되었다고 볼 수 있다.
이 장르의 창시자는 1964~5년경의 밥 딜런과 비틀즈이다. 원래는 순수 포크 음악을 하던 밥 딜런은 비틀즈의 초기 로큰롤에 영향을 받아 포크에 로큰롤을 결합시키려는 시도를 하였고, 비슷한 시기에 비틀즈는 밥 딜런의 포크 음악에 영향을 받아 로큰롤에 포크 음악을 결합시키는 시도를 함으로써, 기존 두 장르의 상호 융합으로 인한 새로운 음악 장르가 탄생하게 된 것이다. 그리고 비틀즈와 밥 딜런 둘 모두로부터 큰 영향을 받은 버즈(The Byrds)도 이 포크 록의 발전에 중요한 역할을 한 것으로 평가 받는다.

## 같이 보기
- 로커빌리
- 블루그래스
- 포크 메탈